# Lymantria nigra
Lymantria nigra este o specie de molii din genul Lymantria, familia Lymantriidae, descrisă de Freyer 1833 Conform Catalogue of Life specia Lymantria nigra nu are subspecii cunoscute.